# ユンカース
ユンカース（Junkers、戦前はユンケルスの表記も見られた）は、ドイツの航空機・エンジンメーカーである。正式な社名はユンカース航空機・発動機製作株式会社（Junkers Flugzeug- und Motorenwerke AG）。前身は1895年にフーゴー・ユンカースが設立したボイラーおよびラジエータ製造を手がけるユンカース＆Co温水器製造社（Junkers & Co. Warmwasser-Apparatefabrik）。第一次世界大戦を通じて全金属製航空機製造大手へと成長し、第二次世界大戦ではドイツ空軍へ軍用機を供給した。

## 沿革
- 1895年 - ベルリン工科大学を卒業したユンカースがユンカース＆Co温水器製造社（Junkers & Co. Warmwasser-Apparatefabrik）を設立。
- 1915年 - 全金属構造（鋼製骨組み・薄鋼張）、中翼単葉機の実験機ユンカース J1を開発。
- 1917年 - 軍当局の要請に従いフォッカー社と提携してユンカース＝フォッカー株式会社（Junkers-Fokker-AG, Jfa）を設立。 第一次世界大戦中にはユンカース J4など多数の軍用機を製造する。
- 1919年 - 敗戦。提携解消に伴い、ユンカース＝フォッカー株式会社からユンカース航空機製作株式会社（Junkers Flugzeugwerk AG）として分離される。連合国によってドイツ国内での航空機研究・製造が制限されていた為、ロシアやスウェーデンでの事業が拡大される。
- 1921年 - 空輸部門を分離し、ユンカース空輸株式会社（Junkers-Luftverkehr-AG）を設立。
- 1922年 - 航空機研究・製造に関する制限が緩和。同年、ロシア支社が設立される。
- 1923年 - デッサウにてユンカース発動機工場有限会社（Junkers Motorenbau GmbH）を設立。
- 1926年 - 300,000ライヒスマルクの損失を出し、ロシア支社が倒産。ユンカース空輸など空輸大手が合併してルフトハンザドイツ航空が設立される。
- 1932年 - ユンカース航空機製作が破産。
- 1933年 - ナチ党の権力掌握。ナチス党の圧力によって半強制的に非公開特許と株式51%分を航空省に譲渡する。
- 1934年 - ナチ党に批判的だったユンカースが自宅軟禁される。
- 1935年 - ユンカース死去。
- 1936年 - ユンカース発動機工場とユンカース航空機製作が合併し、ユンカース航空機・発動機製作株式会社（Junkers Flugzeug- und Motorenwerke AG）が設立される。

第二次世界大戦後はユンカース有限会社（Junkers GmbH）として再建され、最終的にメッサーシュミット・ベルコウ・ブローム（MBB）に吸収された。

## 航空分野

### 航空機

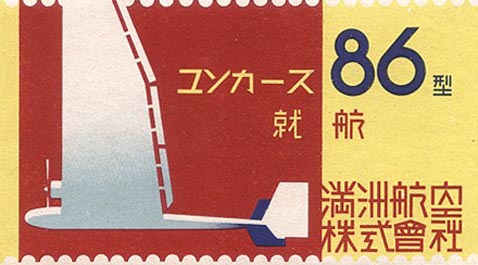
満州航空のユンカースJu 86の就航を祝う満州国の荷札

| - J 1：単発単葉機 - J 2：単発単葉機 - J 4（J.I）：単発複葉攻撃機 - J 9（D.I）：単発単葉戦闘機 - J 10（CL.I）：単発単葉複座爆撃機 - J 11 (CLS.I) ：水上機 - F 13：旅客機 - K 16：旅客機 - T 19 Trihoch：練習機 - A 20：高速連絡機 - T 21：練習機 - G 23：旅客機 - G 24：旅客機 - F 24：単発旅客機 - A 25：高速連絡機 - K 30：爆撃機 - G 31：旅客機 - A 32：通信機 - W 33：単発軽輸送機（1926年） - W 34：単発軽輸送機 / 偵察機。W33の発展型（1933年） - A 35：高速連絡機 - K 37：爆撃機 - G 38：旅客機 - K 47：爆撃機 - A 48：スポーツ機 - A 50 Junior：スポーツ機 - K 51：爆撃機 | - Ju 49：実験機 - Ju 52：輸送機/爆撃機 - EF61：高々度実験機 - Ju 86：爆撃機 / 偵察機 / 旅客機 - Ju 87 シュトゥーカ：急降下爆撃機 - Ju 88：爆撃機 / 偵察機 / 戦闘機 - Ju 89：重爆撃機（プロトタイプ） - Ju 90：爆撃機（プロトタイプ） - Ju 187：急降下爆撃機（計画のみ） - Ju 188 Rächer：爆撃機 / 偵察機 - Ju 248：Me 263の名称で完成した。 - Ju 252：輸送機 - Ju 287：ジェットエンジン推進、重爆撃機（プロトタイプ） - Ju 288：爆撃機（プロトタイプ） - Ju 290：長距離爆撃機（プロトタイプ） - Ju 322 Mammut：輸送グライダー（1941年、プロトタイプ） - Ju 352 Herkules：輸送機 - Ju 388 Störtebeker：爆撃機 / 偵察機 / 夜間戦闘機 - Ju 390：長距離爆撃機 - Ju 488：重爆撃機 |

## 航空用エンジン

### 2サイクルディーゼルエンジン
液冷水平対向ピストン直列4気筒（8ピストン）
- Mo 3

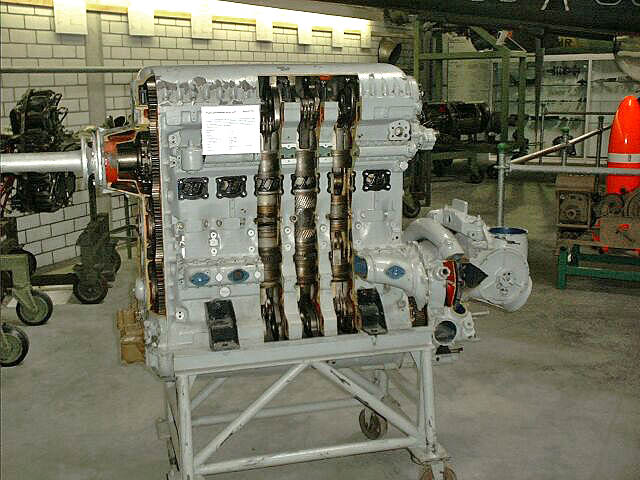
Jumo 205

液冷垂直対向ピストン直列5気筒（10ピストン）
- Fo 3

液冷垂直対向ピストン直列6気筒（12ピストン）
- ユモ 204 ： W.41（F24 / F24 kay）、Ju52-1m、G.38
- ユモ 205
- ユモ 206
- ユモ 207
- ユモ 208
- ユモ 209 （計画のみ）

カップルドエンジン 液冷垂直対向ピストン12気筒（24ピストン）
- ユモ 218（計画のみ） ： ユモ208のカップルドエンジン 高高度用（Ju86P、He177B用）

カップルドエンジン 液冷十字対向ピストン24気筒（48ピストン）
- ユモ 223 / ユモ 224 ： ユモ207B-3を4基合体させたエンジン

### 4サイクルガソリンエンジン
液冷水平対向ピストン直列6気筒（12ピストン）
- Fo 2

液冷直列6気筒
- L 1
- L 2
- L 3 / L 4
- L 5
- L 7
- L 8

液冷V型12気筒
- L 55
- L 88

液冷倒立V型12気筒
- ユモ 210/L 10

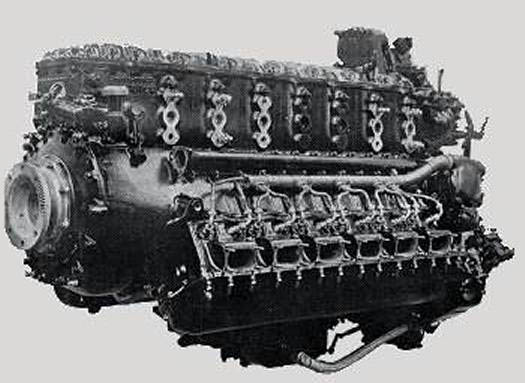
Jumo 210

  - A ： Ju 87試作型、Me 109 V-2 / V-8
  - B ： Me 110 A、Fw159V-1～V-3
  - C ： He 112V-2 / V-3、Ar 80V-2 - V-5、Ar 81V-1～V-3、Hs 124V-1 / V-3
  - D ： Ju 87A-0～A-2、Bf 109D、Fw 187A
  - E ： He 112V-9 / B-0 / B-1、He 114V-2
  - G ： Bf 109B、Bf 110B、He 112V-11、Fw 159V-1～V-3、Fw 187A 、Me 262V-1（ジェットエンジンテスト時の緊急用予備エンジン）
- ユモ 211
  - A-1 ： Ju 87B、He 111E / F-0 / F-4 / H-0～H-2、Do 217V-2～V-6 / C-0、Gotha P.3（計画のみ）
  - B ： Ju 88V4～V10
  - B-1 ： Ju 88A-1 - A-3、C-0 / C-1、D-2
  - D ： He 111 H-3～H-5
  - E
  - F ： Ju 90V-2、Me 323 V-14
  - F-1 ： He 111H-6 / H-9 / H-11、Ju 88A-8～A-11、Ju 251V-1 / A-1
  - F-2 ： Ta 154 V-1～V-7 / A-0の一部
  - G-1 ： Ju 88A-6 / A-7 / D-4
  - H ： He 111 H-8
  - J-1 ： Ju 88C-6 / C-7 / D-0 / D-1 / D-3 / D-5、Fw 491、Me 264 V1
  - N ： Ta 154
  - P ： Ta 154
  - Z-1 ： He 111H-16～H-23

- ユモ 213
  - A ： Fw190D-9、Ta 154 / H-0、Ju-88S-3
  - B ： (試作のみ)
  - C ：
  - D ： (計画のみ）
  - E ： Ta152H-0～1、Ta 154、Ju 388
  - F ：
  - J ： (試作のみ)
  - S ： (試作のみ)
  - T ： (試作のみ)

- ユモ 214 / ユモ 221

液冷4気筒×6バンク 24気筒
- ユモ 222  「ボマー B プロジェクト」用エンジン
  - A-1 数基のみ完成 AとBの相違は過給器の圧縮比
  - B-1 数基のみ完成
  - B-2 （計画のみ）
  - A-2 （計画のみ）
  - A-3 高高度用 ： Ju 288V-9
  - B-3 高高度用 ： Ju 288V-9
  - C CとDの相違は過給器の圧縮比 ： Ju 288、He 219（テストのみ）
  - D ： Ju 288、He 219（テストのみ）
  - E 222A-1の後継 高高度用 EとFの相違は過給器の圧縮比（未完成？）
  - F 222B-1の後継 高高度用（未完成？）
  - G 排気タービン付き  GとHの相違は過給器の圧縮比 数基のみ完成
  - H 排気タービン付き 数基のみ完成

液冷6気筒×6バンク 36気筒
- ユモ 225 ： 70.0L 4000～5000hp （計画のみ）

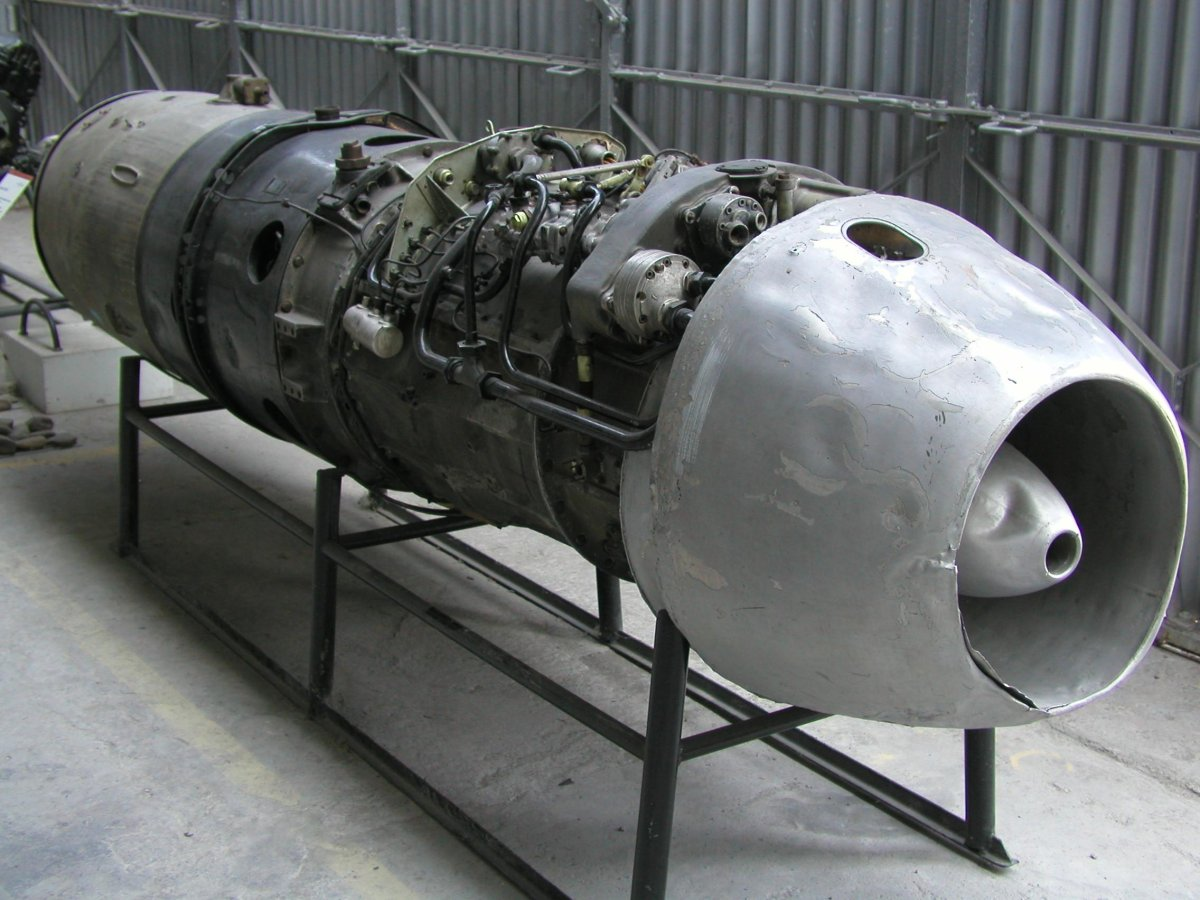
Jumo 004

### ターボジェットエンジン
- マクデブルク / ユモ006
- ユモ 004A-0 ： メッサーシュミット Me262
- ユモ 012
- ユモ 022

### プロペラ
日本では日本楽器製造がライセンス生産権を得ていた。

## 船舶用 垂直対向ピストン2サイクルディーゼルエンジン
- （形式不明） 1911年 直列2気筒（4ピストン）ボア200 mm、ストローク 2×240 mm、74 kW / 260 rpm 一つのピストンのストロークは240 mm
- （形式不明） 1911年 直列3気筒（6ピストン）ボア200 mm×ストローク 2×240 mm、96 kW / 310 rpm
- （形式不明） 1912年 直列2気筒（4ピストン）ボア440 mm×ストローク 2×520 mm、478 kW / 180 rpm
- （形式不明） 1912年 直列6気筒（12ピストン）ボア400 mm×ストローク 2×400 mm、588 kW / 120 rpm
- （形式不明） 1912年 直列2気筒（4ピストン）ボア 不明×ストローク 不明、220 kW

## 自動車用 垂直対向ピストン型2サイクルディーゼルエンジン
トラック／バス用
- SA 9 2気筒 2.7L 33kW  / 1500 rpm （1927年）
- SB 9 2気筒 2.7L 29kW （小型船舶用）
- SA 12 3気筒 4.1L 58kW / 1500 rpm （1938年）
- SA 19 2気筒 2.7L 40kW / 1600 rpm
- SA 20 2気筒 2.7L 77kW / 1600rpm
- （形式不明） 2気筒 2.7L 44kW / 1600 rpm
- （形式不明） 3気筒 4.1L 66kW / 1600 rpm
- （形式不明） 4気筒 5.4L 88kW / 1600 rpm （高負荷／鉄道用）

## 登場作品
- 『風立ちぬ』（2013年公開のアニメ映画）